# 粕屋町立粕屋中学校
粕屋町立粕屋中学校（かすやちょうりつかすやちゅうがっこう、英語: Kasuya junior high school）は、福岡県糟屋郡粕屋町大字仲原1707番地にある公立中学校である。　略称は、粕中。

## 概要
1959年に開校。現在は24号線（シタカ線）沿いに位置し、校舎周辺には美しい田園風景が広がっている。
教育方針
本校は「心豊かにたくましく自立する生徒の育成」を教育目標に掲げている。
校訓
「智・仁・腕」

### 象徴
校章
中央に三本の矢を扇状に配し、その上から中心に向かって三本の矢を束めるように突き刺さった三叉槍を置く。
これは戦国武将であった毛利元就が家臣達に綴った文書である三子教訓状の三矢の教えに由来し、纏められた三本の弓矢のようにたくましく生徒全員が団結し合って学校を支えていってほしい、という意が込められている。
校歌
作詞は長嘉美、作曲は福島芳明。３番まであり、歌詞に校名が登場する。

## 沿革
1959年（昭和34年）に前身の大川、仲原両中学校が合併し、創立された。昭和35年から昭和38年にかけて木造二階建の校舎及び体育館が完成。昭和47年に二階の一部を焼失するも、福岡市のベッドタウンとしての人口増に対応するため、昭和50年に三階建に増築する。1981年に校区の一部を新設された粕屋町立粕屋東中学校に分離する。1986年（昭和61年）に現在使用されている校舎が完成し、移転した。通学区域は酒殿、甲仲原、花ヶ浦、若宮、乙仲原東、乙仲原西、原町、阿恵、柚須、駕輿丁となっている